# كيفن داس نيفيس
كيفن داس نيفيس (بالفرنسية: Kévin Das Neves)‏ (مواليد 8 مايو 1986 في كليرمون فيران - فرنسا) لاعب كرة قدم فرنسي يلعب حاليا لصالح نادي الدرجة الأولى بولوني الفرنسي منذ 2009 في مركز الظهير الأيمن .

## روابط خارجية
- كيفن داس نيفيس على موقع رابطة كرة القدم الفرنسية للمحترفين (الإنجليزية)
- كيفن داس نيفيس على موقع قاعدة بيانات كرة القدم.إي يو (الإنجليزية)
- كيفن داس نيفيس على موقع Soccerway.com (الإنجليزية)